# Coupe du monde de snowboard 2016-2017
Navigation
Édition précédente Édition suivante
La Coupe du monde de snowboard 2016-2017 est la 23e saison de la Coupe du monde de snowboard organisé par la Fédération internationale de ski.

## Classements

### Slalom

#### Général
| Rang | Nom                | Points |
| ---- | ------------------ | ------ |
| 1    | Andreas Prommegger | 4500   |
| 2    | Radoslav Yankov    | 4310   |
| 3    | Benjamin Karl      | 3680   |
| 4    | Nevin Galmarini    | 3566.5 |
| 5    | Lee Sang-ho        | 3280   |

| Rang | Nom               | Points |
| ---- | ----------------- | ------ |
| 1    | Ester Ledecká     | 4860   |
| 2    | Alena Zavarzina   | 4500   |
| 3    | Patrizia Kummer   | 4060   |
| 4    | Sabine Schöffmann | 3470   |
| 5    | Ina Meschik       | 3260   |

#### Slalom Parallèle
| Rang | Nom                | Points |
| ---- | ------------------ | ------ |
| 1    | Aaron March        | 1560   |
| 2    | Stefan Baumeister  | 1440   |
| 3    | Christoph Mick     | 1410   |
| 4    | Roland Fischnaller | 1350   |
| 5    | Andreas Prommegger | 1200   |

| Rang | Nom               | Points |
| ---- | ----------------- | ------ |
| 1    | Daniela Ulbing    | 2300   |
| 2    | Ester Ledecká     | 2060   |
| 3    | Sabine Schöffmann | 2000   |
| 4    | Michelle Dekker   | 1226   |
| 5    | Julie Zogg        | 1130   |

#### Slalom-Géant Parallèle
| Rang | Nom                | Points |
| ---- | ------------------ | ------ |
| 1    | Radoslav Yankov    | 3630   |
| 2    | Andreas Prommegger | 3300   |
| 3    | Benjamin Karl      | 2920   |
| 4    | Nevin Galmarini    | 2718.5 |
| 5    | Lee Sang-ho        | 2470   |

| Rang | Nom             | Points |
| ---- | --------------- | ------ |
| 1    | Alena Zavarzina | 3900   |
| 2    | Patrizia Kummer | 3460   |
| 3    | Ester Ledecká   | 2800   |
| 4    | Ina Meschik     | 2430   |
| 5    | Tomoka Takeuchi | 2420   |

### Freestyle

#### Général
| Rang | Nom            | Points |
| ---- | -------------- | ------ |
| 1    | Mark McMorris  | 4200   |
| 2    | Max Parrot     | 3617.6 |
| 3    | Seppe Smits    | 3320   |
| 4    | Redmond Gerard | 2900   |
| 5    | Scotty James   | 2700   |

| Rang | Nom            | Points |
| ---- | -------------- | ------ |
| 1    | Anna Gasser    | 5800   |
| 2    | Jamie Anderson | 4210   |
| 3    | Julia Marino   | 4200   |
| 4    | Katie Ormerod  | 3610   |
| 5    | Enni Rukajärvi | 3160   |

#### Half-Pipe
| Rang | Nom                 | Points |
| ---- | ------------------- | ------ |
| 1    | Scotty James        | 2700   |
| 2    | Chase Josey         | 2360   |
| 3    | Shaun White         | 1930   |
| 4    | Iouri Podladtchikov | 1660   |
| 5    | Patrick Burgener    | 1610   |

| Rang | Nom              | Points |
| ---- | ---------------- | ------ |
| 1    | Chloe Kim        | 3000   |
| 2    | Kelly Clark      | 2500   |
| 3    | Liu Jiayu        | 2500   |
| 4    | Cai Xuetong      | 1960   |
| 5    | Haruna Matsumoto | 1450   |

#### Slopestyle
| Rang | Nom            | Points |
| ---- | -------------- | ------ |
| 1    | Redmond Gerard | 2460   |
| 2    | Jamie Nicholls | 2040   |
| 3    | Mark McMorris  | 1600   |
| 4    | Seppe Smits    | 1526   |
| 5    | Brock Crouch   | 1410   |

| Rang | Nom            | Points |
| ---- | -------------- | ------ |
| 1    | Jamie Anderson | 2400   |
| 2    | Julia Marino   | 2215   |
| 3    | Anna Gasser    | 2200   |
| 4    | Enni Rukajärvi | 2000   |
| 5    | Aimee Fuller   | 1648.5 |

#### Big Air
| Rang | Nom           | Points |
| ---- | ------------- | ------ |
| 1    | Mark McMorris | 2600   |
| 2    | Max Parrot    | 2600   |
| 3    | Seppe Smits   | 2190   |
| 4    | Roope Tonteri | 1768.8 |
| 5    | Ryan Stassel  | 1720   |

| Rang | Nom             | Points |
| ---- | --------------- | ------ |
| 1    | Anna Gasser     | 4800   |
| 2    | Katie Ormerod   | 3350   |
| 3    | Julia Marino    | 2250   |
| 4    | Klaudia Medlová | 1880   |
| 5    | Jamie Anderson  | 1810   |

### Cross
| Rang | Nom                 | Points |
| ---- | ------------------- | ------ |
| 1    | Pierre Vaultier     | 4450   |
| 2    | Omar Visintin       | 3920   |
| 3    | Alessandro Hämmerle | 3404.6 |
| 4    | Alex Pullin         | 3390   |
| 5    | Hagen Kearney       | 2580   |

| Rang | Nom                | Points |
| ---- | ------------------ | ------ |
| 1    | Eva Samková        | 5170   |
| 2    | Michela Moioli     | 4490   |
| 3    | Belle Brockhoff    | 4060   |
| 4    | Chloé Trespeuch    | 3740   |
| 5    | Lindsey Jacobellis | 3220   |

## Calendrier et podiums

### Hommes

#### Slalom
| Date             | Lieu              | Épreuve | Vainqueur                              | Second                                 | Troisième                              |                                        |
| ---------------- | ----------------- | ------- | -------------------------------------- | -------------------------------------- | -------------------------------------- | -------------------------------------- |
| 15 décembre 2016 | Carezza           | PGS     | Benjamin Karl                          | Andrey Sobolev                         | Radoslav Yankov                        |                                        |
| 17 décembre 2016 | Cortina d'Ampezzo | PSL     | Andrey Sobolev                         | Roland Fischnaller                     | Benjamin Karl                          |                                        |
| 10 janvier 2017  | Bad Gastein       | PSL     | Christoph Mick                         | Kaspar Flütsch                         | Andreas Prommegger                     |                                        |
| 28 janvier 2017  | Rogla             | PGS     | Nevin Galmarini                        | Radoslav Yankov                        | Žan Košir                              |                                        |
| 3 février 2017   | Bansko            | PGS     | Radoslav Yankov                        | Nevin Galmarini                        | Benjamin Karl                          |                                        |
| 5 février 2017   | Bansko            | PGS     | Sylvain Dufour                         | Radoslav Yankov                        | Stefan Baumeister                      |                                        |
| 12 février 2017  | Bokwang           | PGS     | Andreas Prommegger                     | Sebastian Kislinger                    | Aaron mars                             |                                        |
| 25 février 2017  | Moscou            | PSL     | cancelled due to organizational issues | cancelled due to organizational issues | cancelled due to organizational issues | cancelled due to organizational issues |
| 5 mars 2017      | Kayseri           | PGS     | Andreas Prommegger                     | Lee Sang-ho                            | Choi Bo-gun                            |                                        |
| 18 mars 2017     | Winterberg        | PSL     | Stefan Baumeister                      | Aaron mars                             | Alexander Payer                        |                                        |

#### Freestyle
| Date             | Lieu            | Épreuve | Vainqueur        | Second            | Troisième            |
| ---------------- | --------------- | ------- | ---------------- | ----------------- | -------------------- |
| 12 novembre 2016 | Milan           | BA      | Marcus Kleveland | Seppe Smits       | Mark McMorris        |
| 14 novembre 2016 | Alpensia        | BA      | Mark McMorris    | Max Parrot        | Ryan Stassel         |
| 3 décembre 2016  | Mönchengladbach | BA      | Roope Tonteri    | Jonas Bösinger    | Billy Morgan         |
| 17 décembre 2016 | Cooper          | BA      | Max Parrot       | Sebastien Toutant | Ryan Stassel         |
| 7 janvier 2017   | Moscou          | BA      | Vlad Khadarin    | Antoine Truchon   | Fridtjof Tischendorf |
| 11 février 2017  | Québec          | BA      | Mark McMorris    | Max Parrot        | Anton Mamaev         |

| Date            | Lieu            | Épreuve | Vainqueur         | Second               | Troisième        |
| --------------- | --------------- | ------- | ----------------- | -------------------- | ---------------- |
| 14 janvier 2017 | Kreischberg     | SBS     | Mons Røisland     | Ryan Stassel         | Redmond Gerard   |
| 20 janvier 2017 | Laax            | SBS     | Max Parrot        | Mark McMorris        | Tyler Nicholson  |
| 27 janvier 2017 | Seiser Alm      | SBS     | Seppe Smits       | Jamie Nicholls       | Sebbe de Buck    |
| 5 février 2017  | Mammoth         | SBS     | Redmond Gerard    | Kyle Mack            | Dylan Thomas     |
| 12 février 2017 | Québec          | SBS     | Sebastien Toutant | Mark McMorris        | Marcus Kleveland |
| 25 mars 2017    | Špindlerův Mlýn | SBS     | Chris Corning     | Fridtjof Tischendorf | Jamie Nicholls   |

| Date             | Lieu    | Épreuve | Vainqueur        | Second              | Troisième           |
| ---------------- | ------- | ------- | ---------------- | ------------------- | ------------------- |
| 16 décembre 2016 | Cooper  | HP      | Patrick Burgener | Iouri Podladtchikov | Chase Josey         |
| 21 janvier 2017  | Laax    | HP      | Chase Josey      | Scotty James        | Iouri Podladtchikov |
| 5 février 2017   | Mammoth | HP      | Shaun White      | Ryan Wachendorfer   | Louie Vito          |
| 19 février 2017  | Bokwang | HP      | Scotty James     | Shaun White         | Zhang Yiwei         |

#### Cross
| Date             | Lieu      | Épreuve | Vainqueur           | Second          | Troisième           |
| ---------------- | --------- | ------- | ------------------- | --------------- | ------------------- |
| 16 décembre 2016 | Montafon  | SBX     | Hagen Kearney       | Omar Visintin   | Alex Pullin         |
| 21 janvier 2017  | Solitude  | SBX     | Alessandro Hämmerle | Omar Visintin   | Alex Deibold        |
| 4 février 2017   | Bansko    | SBX     | Alessandro Hämmerle | Pierre Vaultier | Baptiste Brochu     |
| 11 février 2017  | Feldberg  | SBX     | Pierre Vaultier     | Lucas Eguibar   | Omar Visintin       |
| 12 février 2017  | Feldberg  | SBX     | Alex Pullin         | Jarryd Hughes   | Alessandro Hämmerle |
| 5 mars 2017      | La Molina | SBX     | Pierre Vaultier     | Lukas Pachner   | Nick Baumgartner    |
| 25 mars 2017     | Veysonnaz | SBX     | Pierre Vaultier     | Alex Deibold    | Alex Pullin         |

### Femmes

#### Slalom
| Date             | Lieu              | Épreuve | Vainqueur                              | Second                                 | Troisième                              |                                        |
| ---------------- | ----------------- | ------- | -------------------------------------- | -------------------------------------- | -------------------------------------- | -------------------------------------- |
| 15 décembre 2016 | Carezza           | PGS     | Ina Meschik                            | Ester Ledecká                          | Alena Zavarzina                        |                                        |
| 17 décembre 2016 | Cortina d'Ampezzo | PSL     | Ester Ledecká                          | Daniela Ulbing                         | Nadya Ochner                           |                                        |
| 10 janvier 2017  | Bad Gastein       | PSL     | Daniela Ulbing                         | Michelle Dekker                        | Sabine Schöffmann                      |                                        |
| 28 janvier 2017  | Rogla             | PGS     | Ester Ledecká                          | Carolin Langenhorst                    | Ina Meschik                            |                                        |
| 3 février 2017   | Bansko            | PGS     | Patrizia Kummer                        | Julia Dujmovits                        | Ladina Jenny                           |                                        |
| 5 février 2017   | Bansko            | PGS     | Alena Zavarzina                        | Patrizia Kummer                        | Tomoka Takeuchi                        |                                        |
| 12 février 2017  | Bokwang           | PGS     | Alena Zavarzina                        | Patrizia Kummer                        | Julie Zogg                             |                                        |
| 25 février 2017  | Moscou            | PSL     | cancelled due to organizational issues | cancelled due to organizational issues | cancelled due to organizational issues | cancelled due to organizational issues |
| 5 mars 2017      | Kayseri           | PGS     | Ester Ledecká                          | Tomoka Takeuchi                        | Ramona Hofmeister                      |                                        |
| 18 mars 2017     | Winterberg        | PSL     | Sabine Schöffmann                      | Ester Ledecká                          | Julia Dujmovits                        |                                        |

#### Freestyle
| Date             | Lieu            | Épreuve | Vainqueur      | Second          | Troisième            |
| ---------------- | --------------- | ------- | -------------- | --------------- | -------------------- |
| 12 novembre 2016 | Milan           | BA      | Anna Gasser    | Hailey Langland | Šárka Pančochová     |
| 14 novembre 2016 | Alpensia        | BA      | Anna Gasser    | Julia Marino    | Katie Ormerod        |
| 3 décembre 2016  | Mönchengladbach | BA      | Anna Gasser    | Katie Ormerod   | Miyabi Onitsuka      |
| 17 décembre 2016 | Cooper          | BA      | Jamie Anderson | Enni Rukajärvi  | Klaudia Medlová      |
| 7 janvier 2017   | Moscou          | BA      | Katie Ormerod  | Anna Gasser     | Klaudia Medlová      |
| 11 février 2017  | Québec          | BA      | Anna Gasser    | Julia Marino    | Zoi Sadowski-Synnott |

| Date            | Lieu            | Épreuve | Vainqueur            | Second          | Troisième           |
| --------------- | --------------- | ------- | -------------------- | --------------- | ------------------- |
| 14 janvier 2017 | Kreischberg     | SBS     | Anna Gasser          | Sina Candrian   | Silje Norendal      |
| 20 janvier 2017 | Laax            | SBS     | Enni Rukajärvi       | Anna Gasser     | Jamie Anderson      |
| 27 janvier 2017 | Seiser Alm      | SBS     | Enni Rukajärvi       | Laurie Blouin   | Sina Candrian       |
| 5 février 2017  | Mammoth         | SBS     | Jamie Anderson       | Hailey Langland | Julia Marino        |
| 12 février 2017 | Québec          | SBS     | Julia Marino         | Jamie Anderson  | Brooke Voigt        |
| 25 mars 2017    | Špindlerův Mlýn | SBS     | Zoi Sadowski-Synnott | Spencer O'Brien | Silvia Mittermüller |

| Date             | Lieu    | Épreuve | Vainqueur   | Second           | Troisième    |
| ---------------- | ------- | ------- | ----------- | ---------------- | ------------ |
| 16 décembre 2016 | Cooper  | HP      | Chloe Kim   | Liu Jiayu        | Cai Xuetong  |
| 21 janvier 2017  | Laax    | HP      | Chloe Kim   | Arielle Gold     | Cai Xuetong  |
| 5 février 2017   | Mammoth | HP      | Kelly Clark | Haruna Matsumoto | Hannah Teter |
| 19 février 2017  | Bokwang | HP      | Kelly Clark | Liu Jiayu        | Cai Xuetong  |

#### Cross
| Date             | Lieu      | Épreuve | Vainqueur        | Second             | Troisième          |
| ---------------- | --------- | ------- | ---------------- | ------------------ | ------------------ |
| 16 décembre 2016 | Montafon  | SBX     | Belle Brockhoff  | Chloé Trespeuch    | Lindsey Jacobellis |
| 21 janvier 2017  | Solitude  | SBX     | Eva Samková      | Michela Moioli     | Lindsey Jacobellis |
| 4 février 2017   | Bansko    | SBX     | Belle Brockhoff  | Eva Samková        | Chloé Trespeuch    |
| 11 février 2017  | Feldberg  | SBX     | Michela Moioli   | Belle Brockhoff    | Meryeta O'Dine     |
| 12 février 2017  | Feldberg  | SBX     | Eva Samková      | Lindsey Jacobellis | Chloé Trespeuch    |
| 5 mars 2017      | La Molina | SBX     | Michela Moioli   | Eva Samková        | Chloé Trespeuch    |
| 25 mars 2017     | Veysonnaz | SBX     | Charlotte Bankes | Eva Samková        | Michela Moioli     |